# Eva Ryde
Eva Ryde (Ieper, 9 oktober 1984) is een Belgisch Vlaams-nationalistisch politica voor de N-VA.

## Biografie
Ryde studeerde af in de pedagogie aan de Universiteit Gent en werkte als pedagoge in de bijzondere jeugdzorg.
Haar vader Michel Ryde was politiek actief voor de Volksunie, maar gaf uiteindelijk voorrang aan zijn carrière als magistraat. Eva Ryde zelf sloot zich in 2004 aan bij de pas opgerichte Ieperse afdeling van N-VA en werd voor deze partij in oktober 2006 verkozen tot gemeenteraadslid van Ieper. Sinds januari 2013 is ze schepen van de stad: van 2013 tot 2018 was ze bevoegd voor onderwijs, jeugd, gezin, bibliotheek en dierenwelzijn en sinds 2019 is ze verantwoordelijk voor welzijn, senioren, onderwijs en financiën. Na de gemeenteraadsverkiezingen van oktober 2024 bleef Ryde bevoegd voor welzijn, senioren en onderwijs en werd ze tevens belast met cultuur.
Daarnaast zetelde Ryde van januari tot december 2012 in de provincieraad van West-Vlaanderen ter opvolging van Bercy Slegers, die toetrad tot de Kamer van volksvertegenwoordigers.
Bij de Vlaamse verkiezingen van 9 juni 2024 bekleedde Eva Ryde de tweede plaats op de N-VA-lijst in de kieskring West-Vlaanderen. Zodoende raakte ze verkozen in het Vlaams Parlement. Ze werd er vast lid van de commissies Welzijn, Volksgezondheid, Gezin, Armoedebestrijding en Gelijke Kansen en Landbouw, Visserij en Plattelandsbeleid.